# 표준 모형 이후의 물리학
표준 모형 이후의 물리학(Physics beyond the Standard Model, BSM)은 기본 상수의 값, 강한 CP 문제, 중성미자 진동, 중입자 비대칭, 암흑물질, 암흑 에너지 등, 표준 모형의 한계를 설명하기 위한 여러 이론을 통틀어 부르는 용어이다. 표준 모형의 수학적 기반에서 기인하는 문제로는, 일반 상대성이론과 일치하지 않는다는 문제와, 대폭발 및 블랙홀 사건의 지평선 등 중력 특이점에서는 이론이 성립하지 않는다는 문제도 있다.
표준 모형 이후의 물리학에 속하는 이론으로는 초대칭(최소 초대칭 표준 모형, 차등 최소 초대칭 표준 모형), 끈 이론, M이론, 여분 차원 등이 있다. 이 이론들은 현상을 재현할 수 있다는 공통점을 지니므로, 어떤 이론이 맞는지, 어떤 이론이 모든 것의 이론에 더 가까운지는 실험으로만 밝혀낼 수 있어, 이를 밝혀내는 것이 현재 이론물리학과 실험물리학 모두에서 제일 활발한 연구가 이루어지는 영역이다.

## 표준 모형의 문제
표준 모형은 현재까지의 입자물리학 이론 중 가장 큰 성공을 거두었으나, 완벽하지는 않다. 현재까지 "표준 모형 이후"의 형태로 출판된 새 물리 이론 중 다수는, 표준 모형을 약간 수정해, 기존의 실험 자료와는 일치하되, 새로운 실험의 결과 또한 설명할 수 있게끔 하고 있다.

표준 모형에서의 기본 입자와 중력자.

### 설명되지 않은 현상
다음은 표준 모형에서 정확히 설명하지 못하는 물리적 현상의 목록이다.
- 중력: 표준 모형에서는 중력을 다루지 않는다. 또한, 현재까지 표준 모형에 단순히 중력자를 더하는 접근법을 통해서는 실험 결과를 재현하지 못했다. 일반적으로 표준 모형은 현재까지 가장 중력을 잘 다루는 이론인 일반 상대성이론과 합치할 수 없다고 본다.[4][5]
- 암흑물질: 일반 상대성이론과 ΛCDM 모형이 참이라고 한다면, 표준 모형에서는 우주 전체의 질량-에너지 중 5% 가량만을 설명할 수 있다. 나머지 중 26%는 암흑물질로, 다른 물질과 동등하게 행동하나 표준 모형에서는 약력장으로만 상호작용한다. 표준 모형에서는 암흑 물질이 될 수 있을 만한 입자가 존재하지 않는다.
- 암흑 에너지: 우주에서 일반 물질과 암흑물질을 제한 나머지 69%는 흔히 암흑 에너지라고 부르는, 진공에서의 일정한 에너지 밀도이다. 표준 모형에서의 진공 에너지를 통해 암흑 에너지를 설명하려고 할 경우, 이론값과 실험값의 차이가 약 10120배 정도 나는 문제가 생긴다.[6]
- 중성미자 진동: 표준 모형에 따르면 중성미자는 진동하지 않는다. 하지만 천문학적 관측에 따라 중성미자 진동은 실제로 일어나는 것으로 보며, 이는 보통 중성미자가 질량을 가진다고 해석하여 설명한다. 표준 모형에서 중성미자는 질량을 갖지 않으며, 직접 중성미자의 질량을 표준 모형에 넣을 수는 있으나 이 경우 다른 이론적 문제가 생긴다. 예를 들어, 이 경우 중성미자가 가져야 하는 질량이 매우 작기 때문에, 표준 모형에서의 다른 입자와 같은 과정을 따라 질량을 갖게 되는지가 확실하지 않다. 로런츠 위반 중성미자 진동 등 중성미자가 질량을 갖지 않는다고 보는 표준 모형의 변형 형태도 존재한다.
- 물질-반물질 비대칭: 우주는 대다수 물질로 이루어져 있다. 하지만 표준 모형에 따르면, 아에 초기 조건 자체부터 물질이 많았던 것이 아니라면, 생성된 물질의 양과 반물질의 양이 같아야 한다. 표준 모형으로는 이 불일치를 설명할 수 없다.

#### 설명되지 않은 실험 결과
일반적으로 입자물리학에서 발견의 하한선으로 여겨지는, 통계적인 5 σ 범위 바깥에서, 표준 모형과 확실하게 불일치한다고 받아들여지는 실험 결과는 아직 없다. 모든 실험에는 근본적으로 통계적 및 구조적 불확실성이 존재하며, 애초에 이론값이 정밀하게 계산된 적이 없고, 이론값 자체가 표준 모형에서 사용하는 기본 상수의 오차에 의존하기 때문에, 표준 모형이 맞다고 하더라도 어느 정도의 오류는 생길 것이라고 여겨지고 있다.
지금까지 표준 모형과 일치하지 않는 실험 결과는 지속적으로 등장했는데, 이러한 불일치는 거의 전부 단순히 실험의 문제거나, 실험 결과가 더 축적되면 자연스럽게 해결되는 통계적 착시였다. 하지만 표준 모형 이후의 물리학 이론은 반드시 실험적 불일치로서 처음 등장할 것이기 때문에, 물리학계에서는 경우별로 각각 통계적인 착시나 실험의 문제인지, 아니면 새로운 물리 이론이 필요한 것인지를 검토한다. 실험 결과가 통계학적으로 유의미하다고 하더라도, 결과가 단순히 실험의 문제 때문에 생긴 것일 수도 있다. 또한, 단순히 실험자가 표준 모형과 결과가 다르게 나오는 경우를 더 유심히 보는 편향성도 어느 정도 존재한다.
표준 모형과 결과가 다른 대표적인 실험으로는 다음이 있다.
- 뮤온의 변칙적 자기 쌍극자 모멘트: 실험에서 측정한 뮤온의 변칙적 자기 쌍극자 모멘트(뮤온 "g − 2")는 표준 모형의 예측치와 크게 다른데,[8][9] 최초로 이를 측정한 페르미랩의 뮤온 g-2 실험에서는 오차가 4.2 σ 범위에 있었다.[10]

- 비 중간자의 붕괴 등: BaBar 실험의 결과 입자 붕괴 중 하나( B  →  D(*)  τ−  ντ )가 표준 모형의 예측치보다 많이 일어날 가능성이 있다. 이 반응에서는 전자와 양전자가 충돌해 B와 반물질 B로 나뉘고, 즉시 디 중간자, 타우 입자, 타우 반중성미자로 붕괴한다. 이 실험 결과의 오차(3.4 σ)는 표준 모형과의 불일치라고 선언하기에는 부족하나, 이론에 오류가 있을 가능성을 지적한다고 받아들여지며, 이와 관련해 힉스 보손의 성질을 유도하려는 시도도 있었다.[11] 2015년 LHCb 실험에서는 비슷하게 2.1 σ만큼 초과한다고 발표하였고,[12] 벨 실험에서도 이론값보다 더 많다고 보고하였다.[13] 2017년 진행한 메타분석에서는 실험 자료를 전부 종합하면 5 σ만큼 초과한다고 발표하였다.[14]
- W보손의 변칙적 질량: 2022년 W보손의 질량이 표준 모형의 예측치보다 7 σ 더 크다는 연구 결과가 발표되었으나,[15] 2023년 ATLAS 실험에서 W보손의 질량을 80,360 ± 16 MeV로 더 정밀하게 측정해, 표준 모형의 예측치와 일치한다고 다시 보였다.[16][17]

### 관찰되지 않은 이론적 예측
표준 모형에서 예측한 모든 기본 입자는 입자 가속기에서 관찰되었다. 표준 모형의 입자 중 마지막으로 관측된 입자는, SU(2) 대칭이 깨져 입자가 질량을 얻는 힉스 메커니즘의 입자인 힉스 보손이었다. 2012년 7월 12일 유럽 입자 물리 연구소의 대형 강입자 충돌기에서 약 126 GeV/c2 가량의 질량을 가진, 힉스 보손으로 추정되는 입자를 발견하였다는 발표가 이루어졌으며, 2013년 3월 14일에는 힉스 보손이 맞다는 확인이 이루어졌다. 하지만, 힉스 보손이 표준 모형에서 예측하는 대로 행동하는지에 대한 검증은 아직 진행 중이다.
쿼크로 이루어진 강입자 중, 에너지가 높고 진동수가 낮은 환경에서만 생겨나는 종류는, 표준 모형에서 예측되어 있으나 아직 확실한 관측이 이루어지지 않았다. 또한, 글루온으로 이루어진 글루볼도 아직 관측되지 않았다. 진동수가 낮은 환경에서 생기는 표준 모형의 입자 일부는 통계적으로 유의미할 정도의 관측 횟수가 모이지 않아 아직 관측 여부가 확실하지 않다.

### 설명되지 않은 관계
- 고이데 공식: 1981년 고이데 요시오가 발견한 실험적 공식으로,[20][21][22][23] 세 하전 경입자의 질량을 다음 식으로 유도할 수 있음을 보였다.

{\displaystyle Q={\frac {m_{e}+m_{\mu }+m_{\tau }}{{\big (}{\sqrt {m_{e}}}+{\sqrt {m_{\mu }}}+{\sqrt {m_{\tau }}}{\big )}^{2}}}=0.666661(7)\approx {\frac {2}{3}}}
표준 모형에서는 경입자의 질량을 무차원 상수로 보기 때문에, 이론적인 유도가 불가능하다. 고이데 공식의 2/3이라는 값은 실험적 오차 범위 내에 위치한다는 점에서, 경입자의 질량을 이론적으로 계산할 수 있는 방법이 있을 것이라는 추측이 계속 이어지고 있다.
- CKM 행렬을 3차원 벡터 공간에서의 회전으로 해석할 경우, 아래쿼크 종류의 세 입자의 질량의 제곱근{\displaystyle ({\sqrt {m_{d}}},{\sqrt {m_{s}}},{\sqrt {m_{b}}}{\big )}}은 위쿼크 종류의 세 입자의 질량의 제곱근{\displaystyle ({\sqrt {m_{u}}},{\sqrt {m_{c}}},{\sqrt {m_{t}}}{\big )}}으로 바뀐다.[24]
- 표준 모형의 모든 페르미온에서의 유카와 결합의 제곱을 모두 더할 경우 0.984가 되며, 이는 1에 매우 가깝다. 이는 다르게 해석하면, 페르미온 질량의 제곱을 모두 더하면 진공에서의 힉스 예측치의 제곱을 절반한 값과 거의 같다.
- 모든 보손 질량(W, Z, 힉스 보손)의 제곱의 합은 진공에서의 힉스 예측치의 제곱을 절반한 값과 거의 같다. 비율은 약 1.004이다.
- 위 두 결과를 합치면, 모든 표준 모형의 입자 질량의 제곱의 합은 진공에서의 힉스 예측치의 제곱과 거의 같다. 비율은 약 0.994이다.

위의 수치적 관계가 실제로 근본적인 이유가 있는지는 모두 확실하지 않다. 고이데는 자신이 발견한 공식이 "어쩌다 찾은 우연일 수 있다"고 밝혔다.

### 이론적 문제
표준 모형의 일부 요소는 특수한 경우에 대응하게끔 짜 맞춰졌다. 이 요소들은 이론 자체에 문제를 일으키지는 않지만, 이론의 이해 측면에서의 문제가 있다. 이론물리학에서는 이러한 요소의 근본을 이루는 이론을 찾고자 하고 있다. 이론적으로 부자연스러운 요소는 대표적으로 다음이 있다.
- 계층 문제: 표준 모형에서는 입자가 질량을 가지는 이유를 힉스장에 의한 자발 대칭 깨짐이 발생했기 때문으로 설명한다. 표준 모형에서는 힉스 보손의 질량이 가상 입자(대부분 가상 꼭대기 쿼크)로 인해 큰 양자 보정을 받는데, 이 보정치는 실제 힉스 보손의 질량보다 매우 크기 때문에, 힉스의 맨질량이 양자 보정을 완벽하게 상쇄할 정도로 정밀하게 맞아떨어져야 한다.[26] 이론물리학에서는 이 정도로 맞아떨어지는 것이 부자연스럽다고 본다.
- 상수의 개수: 표준 모형에서는 무차원 상수 19개를 사용하는데, 상수의 값은 실험으로 결정할 수 있지만, 상수가 어디서 오는지는 알 수 없다. 고이데 공식 등 일부에서는 이론적인 상수 간의 관계를 찾으려고 시도하기도 했다.
- 양자적 사소함: 초등 스칼라 힉스 입자를 사용하는 양자장론을 원천적으로 만들 수 없을 가능성이 있다고 추측한다. 이 문제는 란다우극 문제로 부르기도 한다.[27]
- 강한 CP 문제: 표준 모형에 따르면 이론적으로 강한 상호작용에 CP 위반을 일으키는 항이 있어, 물질과 반물질 간 상호작용 비율에 큰 차이를 일으켜야 한다. 하지만 이러한 위반은 관측된 적이 없기 때문에, 이 항의 계수가 이상할 정도로 0에 가까워야 함을 뜻한다.[28]

## 추가적인 실험 결과
우주상수, LIGO의 잡음, 펄사의 주기 측정 실험에 따르면 표준 모형이나 대형 강입자 충돌기에서 찾을 수 없을 정도로 질량이 큰 입자는 존재하지 않는다. 하지만 동일한 실험 결과에서, 양자 중력과 섭동 양자장론이 1 PeV 가량에서 강하게 결합해, TeV 대역에서는 새로운 물리학 이론이 필요할 것이라고 보았다.

## 대통일 이론
표준 모형에는 기본 상호작용의 종류에 대응하는 세 게이지 대칭, 색전하 SU(3), 약한 아이소스핀 SU(2), 약한 초전하 U(1) 대칭이 있다. 재규격화로 인해 각 대칭에 관련된 결합 상수는 측정이 이루어진 에너지에 따라 달라지는데, 1016 GeV에서 서로 대략 같아진다. 이를 통해 일각에서는 이 에너지 수준 위에서는 세 게이지 대칭이 하나의 게이지군과 하나의 결합 상수를 갖는 하나의 게이지 대칭으로 합쳐질 것이라는 추측을 제기했다. 이 에너지 밑에서 대칭은 자발 대칭 깨짐을 통해, 표준 모형처럼 나눠지게 된다. 보통 이 하나의 게이지 대칭을 5차원 SU(5) 대칭이나, 10차원 SO(10) 대칭으로 본다.
이러한 방식으로 표준 모형의 대칭을 합치는 이론을 대통일 이론이라고 부르며, 대칭이 깨지는 에너지 수준을 대통일 에너지라고 부른다. 일반적으로 대통일 이론에서는 초기 우주에서의 자기 홀극의 형성과 양성자의 불안정성을 예측하는데, 두 현상 모두 관측이 이루어진 적이 없다.

## 초대칭
초대칭 이론은 표준 모형의 라그랑지언에 또 다른 대칭 계층을 추가하는 것으로, 이 대칭에서는 보손과 페르미온을 서로 연관짓는다. 초대칭 이론에서는 스페르미온, 차지노, 뉴트랄리노 등 초대칭 입자인 초대칭짝이 존재한다고 예측하며, 이 입자들의 스핀은 일반 입자보다 1/2 차이난다. 초대칭짝은 초대칭 깨짐으로 인해 일반 입자보다 매우 무거워, 현재의 입자 가속기로 만들 수 없을 정도이다.

## 중성미자
표준 모형에서는 중성미자가 맛깔을 바꾸지 못한다. 하지만 실험 결과에 따르면 중성미자는 맛깔을 바꾸는데, 이 현상을 중성미자 진동이라고 한다.
중성미자 진동은 보통 중성미자에 질량을 도입하여 설명한다. 하지만 표준 모형에서는 중성미자가 왼쪽 형태로만 존재하며, 오른쪽 형태가 없기 때문에, 질량 재규격화 항을 추가할 수 없어, 질량이 정확히 0이다. 중성미자의 질량은 보통 삼중수소의 붕괴를 측정해 얻는데, 이에 따른 질량 상한은 2 eV로, 표준 모형의 다른 입자에 비해 질량이 크기 정도로 5 가량 가볍다. 이로 인해 이론물리학에서는, 중성미자에 질량이 있는 이유에 더해, 다른 입자에 비해 질량이 적은 이유까지 설명해야 하는 어려움이 있다.
가장 많이 쓰이는 해결법은 흔히 시소 메커니즘이라고 부르는 것으로, 디랙 방정식에 오른쪽 중성미자를 추가하는 것이다. 여기서 오른쪽 중성미자는 비활성 중성미자로, 표준 모형의 4개 상호작용에 모두 반응하지 않아야 하며, 전하도 없기 때문에 스스로가 스스로의 반입자처럼 작용해 마요라나 방정식의 질량 항을 가질 수 있다. 이에 따르면 중성미자의 디랙 질량은 다른 입자와 똑같이 힉스 메커니즘에 따라 결정되어 유도할 수 없고, 오른쪽 중성미자의 마요라나 질량은 힉스 메커니즘에 따라 결정되지 않는다. 오른쪽 중성미자가 관여하는 모든 상호작용은 에너지가 낮을 때 이미 억제되는데, 억제로 인해 왼쪽 중성미자와 오른쪽 중성미자의 질량이 반비례하는 것처럼 보이게 된다. 이 과정을 시소라고 부른다. 무거운 오른쪽 중성미자가 존재할 경우, 왼쪽 중성미자의 질량이 적은 이유와, 오른쪽 중성미자가 관측되지 않는 현상을 모두 설명할 수 있다는 장점이 있으나, 중성미자 디랙 질량 자체의 불확실성으로 인해, 오른쪽 중성미자의 추정 질량 범위는 LHC에서 감지할 수 있을 정도로 가벼워 암흑물질이 될 수 있어 관측된 경입자수에 위반을 발생시킬 수도 있고, 대통일 에너지 수준까지 무거울 수도 있다.
질량 항으로 인해 서로 세대가 다른 중성미자가 서로 섞인다. 섞이는 과정은 쿼크 섞임의 중성미자 형태인 렙톤 섞임에 따르는데, 항상 최저치를 보이는 쿼크 섞임과 달리 중성미자는 항상 최대치로 섞이는 것처럼 관측되어, 섞이는 양상을 설명하기 위해 세대 간 대칭성의 존재 여부에 대한 여러 추론이 제기되기도 했다. 섞임 과정에는 여러 복잡한 단계가 있어 CP 위반이 발생할 가능성도 있지만, 실험적으로 증명되지는 않았다. 이 과정은 궁극적으로 초기 우주에서 경입자 생성이라고 부르는, 반경입자에 비해 경입자가 많이 생기는 현상을 일으켜, 우주의 물질-반물질 불균형을 설명할 수도 있다.
초기 우주에서의 우주 거대 구조의 형성이라는 관점에서, 가벼운 중성미자는 암흑물질이 될 수 없을 것이라고 보고 있다. 컴퓨터 시뮬레이션 결과에서는 암흑물질이 되기에는 중성미자가 너무 뜨거우며(질량에 비해 운동 에너지가 크며), 은하 구조가 만들어지기 위해서는 차가운 암흑물질이 필요하다. 또한, 질량 관점에서 보아도 관측된 중성미자는 전체 암흑물질 질량의 수 퍼센트 가량밖에 되지 않는 한계가 있다. 하지만, 무거운 오른쪽 중성미자는 암흑물질로 추정되는 약하게 상호작용하는 무거운 입자가 될 가능성이 있다.
로런츠 위반 중성미자 진동 등, 중성미자에 질량이 없어도 중성미자 진동을 설명할 수 있는 이론 또한 존재한다.

## 앞선입자 모형
쿼크와 경입자에 3세대가 있다는 문제를 해결하기 위해, 서로 결합하여 표준 모형의 쿼크와 경입자를 이루는 새로운 입자인 앞선입자를 도입하는 모형 여럿이 제안되었다. 대표적인 앞선입자 모형으로는 리숀 모형이 있다. 현재까지 일반적으로 받아들여지는 앞선입자 모형은 존재하지 않는다.

## 모든 것의 이론
모든 것의 이론은 모든 물리적 현상을 완전히 설명하여, 모든 실험의 결과를 예측할 수 있는 이론으로, 이론물리학의 최종적 목표로 일컬어지고 있다.
현실적인 관점에서의 목적은, 양자 중력으로서 표준 모형을 일반 상대성이론과 통합하는 것으로, 여기에 이론 자체의 문제를 극복하는 것과, 입자의 질량을 정확히 예측해내는 것 또한 큰 범위에서 포함된다. 통합의 어려움은 단순히 이론을 개념으로써 합치는 것에 더해, 극적인 고에너지 상황에서의 실험 결과도 설명할 수 있어야 한다는 점에 있다.
모든 것의 이론을 만들기 위한 대표적인 시도로는 초대칭, 루프 양자중력, 끈 이론이 있다.

### 루프 양자중력
일각에서는 루프 양자중력 이론이 기존 이론을 변경해야 할 필요가 제일 적기 때문에, 양자장론과 일반 상대성이론을 통합할 가장 큰 후보라고 본다. 하지만 최근 연구 결과에 따르면 양자 중력이 광속에 주는 추정적 영향에는 엄격한 제한이 있으며, 일부 이론은 현재의 양자 중력 이론을 부정하기도 한다는 문제가 있다.

### 끈 이론
끈 이론은 표준 이론을 상당 부분 개조하는 이론으로, 이론물리학자 상당수는 끈 이론이 모든 것의 이론으로 가기 위한 다음 단계라고 보고 있다. 끈 이론의 여러 형태 중 1995년 처음 제안된 M이론이 모든 것의 이론이 될 가능성이 가장 높다고 여겨지는데, M이론은 수학적으로 완전히 설명되어 있지는 않으나, 일부 특수 경우에 대한 해는 알려져 있다. 최근에는 M이론 중 실험으로 검증하기 너무 어려운 성질(예를 들어 칼라비-야우 다양체와의 연관성, 너무 많은 여분 차원)이 없는 이론들이 발표되기도 하였다.

## 같이 보기
- 무차원 물리 상수
- 홀로그래피 원리
- 최소 초대칭 표준 모형
- 페체이-퀸 이론
- 앞선입자
- 초중력
- 초대칭
- 끈 이론
- 모든 것의 이론
- 물리학의 미해결 문제